# Алберт от Аахен
Алберт, или Алберик от Аахен, Albert d'Aix-la-Chapelle е средновековен каноник и хронист на Първия кръстоносен поход. Той е автор на латинския дванадесеттомен труд „Historia Hierosolymitanae expeditionis“, събиран между 1125 and 1150 г. – петдесет години след края на похода. Алберт не само не е съвременник и не е участвал в похода, а и въобще не е посещавал Близкия изток, но подробния му труд сочи, че е събирал данни от много кръстоносци и е имал достъп до ценна кореспонденция и документи.
Първо печатно издание трудът на Алберт получава през 1584 г. в Хелмщет, Долна Саксония. До днес произведението е цитирано и преиздавано много пъти, като най-ново издание се сочи английската „Albert of Aachen, Historia Ierosolimitana“, ed. and trans. S. Edgington (Oxford: Oxford Medieval Texts, 2007).